# Eulophia bouliawongo
Eulophia bouliawongo là một loài thực vật có hoa trong họ Lan. Loài này được (Rchb.f.) J.Raynal mô tả khoa học đầu tiên năm 1966.